# Hermann Precht
Hermann Precht (* 11. Juni 1937 in Schwäbisch Gmünd; † 22. Oktober 1997 in Stuttgart) war ein deutscher Pädagoge und Politiker (SPD).

## Leben
Nach dem Besuch der Volksschule absolvierte Precht eine kaufmännische Lehre und arbeitete dann als kaufmännischer Angestellter in Schwäbisch Gmünd. Auf dem zweiten Bildungsweg holte er im Jahr 1960 das Abitur am Ketteler-Kolleg in Mainz nach. Im Anschluss daran studierte er Katholische Theologie, Philosophie und Soziologie an den Universitäten in Tübingen, Bonn und Frankfurt am Main. Er legte 1964 das Theologische Examen an der Tübinger Universität ab und arbeitete danach als Religionslehrer. Ein weiteres Studium an der Pädagogischen Hochschule Schwäbisch Gmünd beendete er im Jahr 1968 mit der Prüfung für das Lehramt an Volksschulen und 1969 mit der Prüfung für das Lehramt an Realschulen. In der Folgezeit war er als Realschullehrer tätig. Daneben absolvierte er als Stipendiat der Friedrich-Ebert-Stiftung ein Promotionsstudium der Neueren deutschen Literatur und der Linguistik an der Philipps-Universität Marburg, wo er 1976 zum Dr. phil. promoviert wurde (Dissertation: Der sozialistische Realismus im Werk Erwin Strittmatters). Im Anschluss an die Promotion arbeitete er als Lehrer an einem Gymnasium.
Precht trat 1968 in die SPD ein und war von 1970 bis 1971 Mitglied des Landesvorstandes der Jungsozialisten in Baden-Württemberg. Von 1973 bis 1975 war er stellvertretender Vorsitzender und von 1975 bis 1978 Vorsitzender der Landesschiedskommission der SPD Baden-Württemberg. Von 1978 bis 1985 war er Vorsitzender des SPD-Kreisverbandes Bodenseekreis. 1979 wurde er Kreisrat des Bodenseekreises.
Bei den Landtagswahlen 1976, 1980 und 1984 wurde Precht als Abgeordneter in den Landtag von Baden-Württemberg gewählt, dem er bis zum Jahr 1988 angehörte. Im Parlament vertrat er ein Zweitmandat des Wahlkreises Bodensee.
Seit 1991 war Precht stellvertretender Geschäftsführer der Stiftung Entwicklungs-Zusammenarbeit Baden-Württemberg.
Hermann Precht war verheiratet und hatte drei Kinder.

## Ehrungen
- 1980: Verdienstkreuz am Bande der Bundesrepublik Deutschland
- 1988: Verdienstkreuz 1. Klasse der Bundesrepublik Deutschland